# Förvillelser (roman)

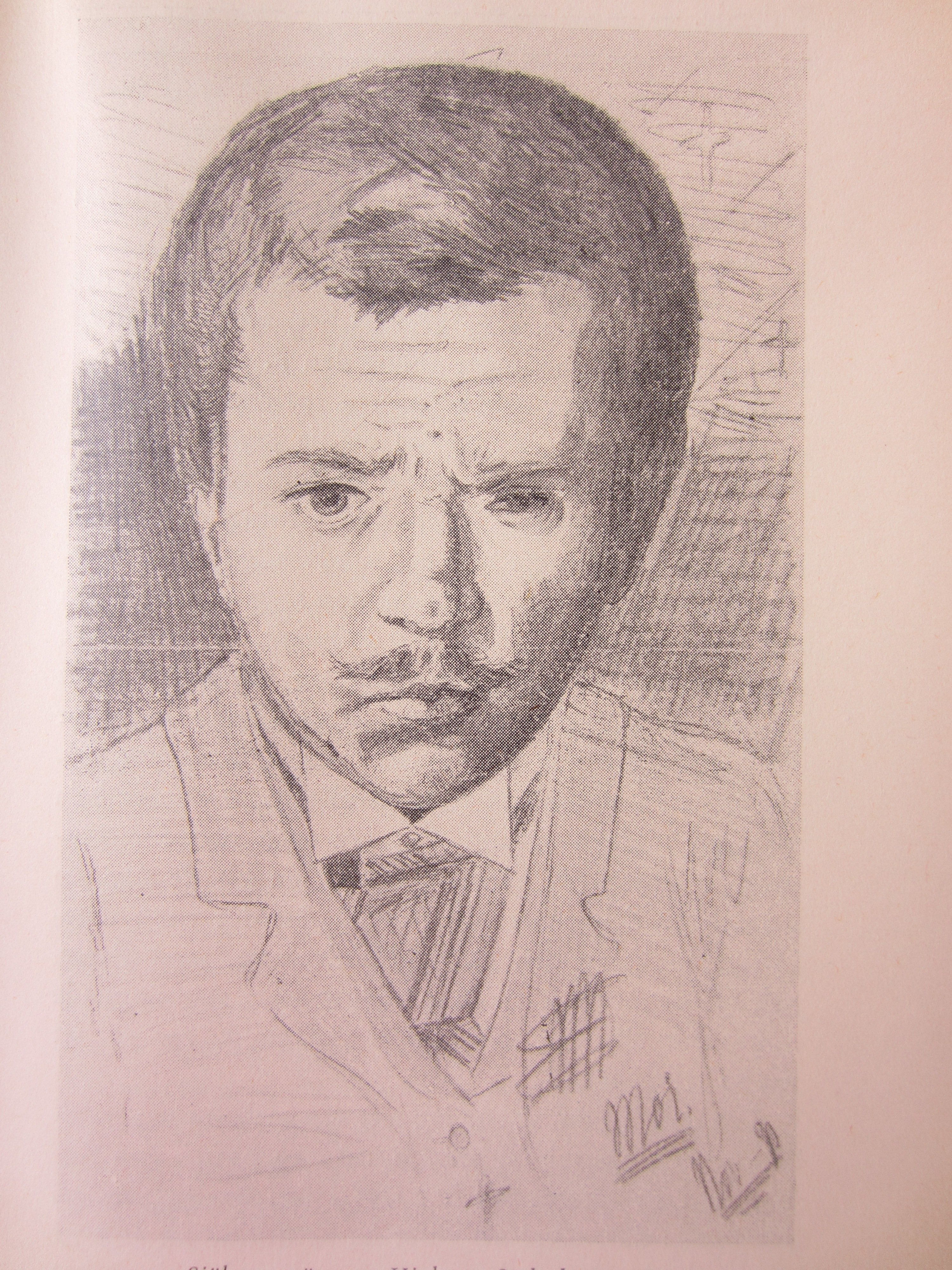
Självporträtt av Hjalmar Söderberg från 1890.

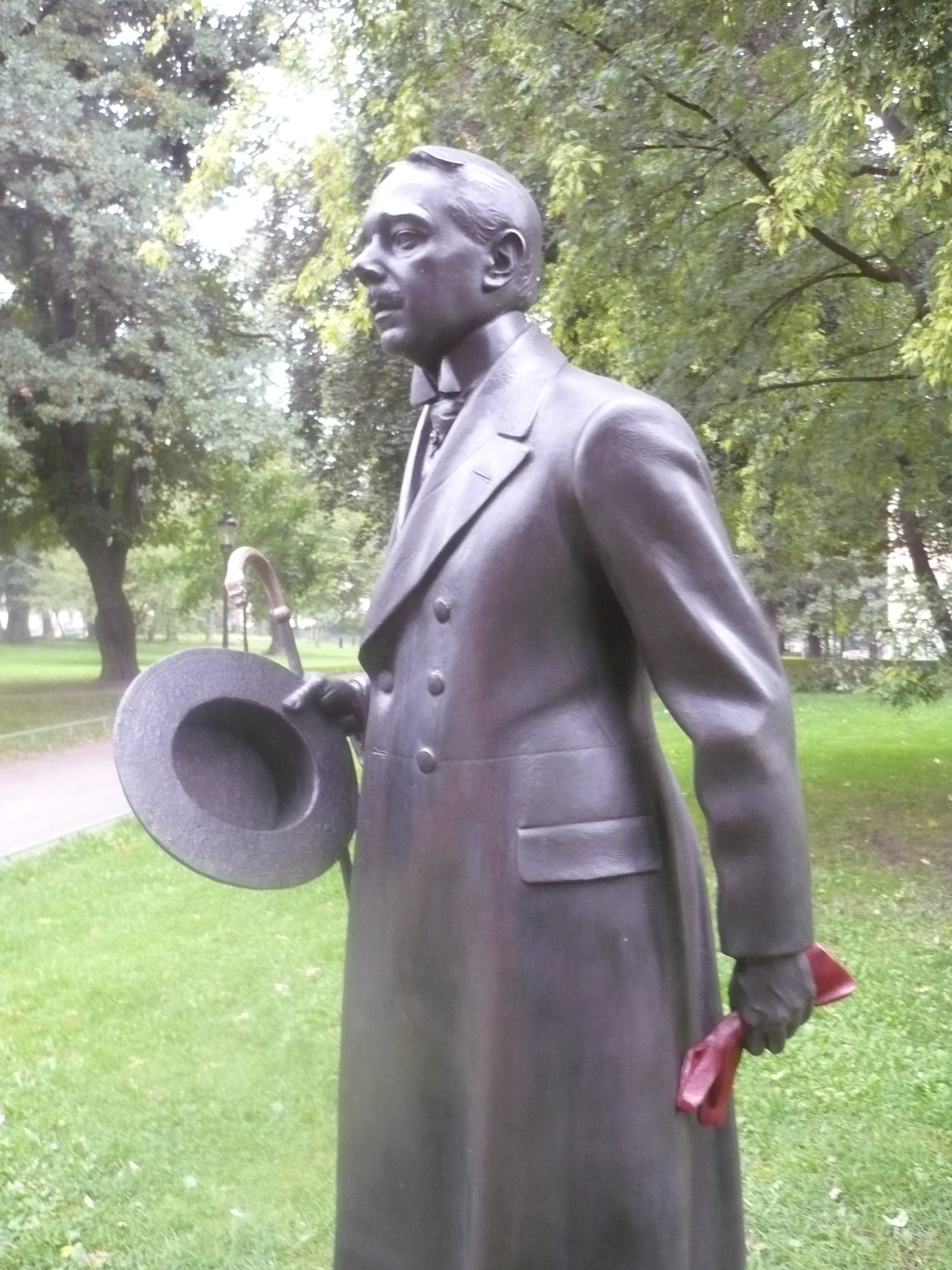
Staty av Hjalmar Söderberg i Stockholm. Liksom Tomas Weber i "Förvillelser" har han ett par röda handskar i handen.

Förvillelser är en roman från 1895 av Hjalmar Söderberg, hans debutroman.

## Handling
Romanen kan klassificeras som dekadenslitteratur. Ett blod-erotiskt motiv finns i slutet på första kapitlet, där huvudpersonen möter Ellen som han åtrår:
På vänster sida av halsen hade hon en fin rispa, som om en kattunge nyss hade rivit henne. En liten ljusröd bloddroppe sipprade långsamt fram.
Färgen grön, som refererar till absint och orkidéer, är också typiska dekadensmotiv:
Hon hade i början en ansträngt städad min och kastade då och då en skygg blick på en stor, blekgrön orkidé, som Hall hade i knapphålet, och vars underliga former nästan skrämde henne. Den tycktes henne likna ett levande djur mera än en blomma, något sällsynt och ljusskyggt vattendjur, som nyss blivit uppfiskat ur havets grönaste djup.
Romanen utspelar sig i Stockholm och handlar om medicinstuderanden Tomas Weber, som just avlagt kandidatexamen. Istället för att studera vidare, driver han omkring, tittar på folk, flanerar, besöker kaféer, blir förälskad i flickor. Han lider av en livsleda, har inget mål i livet. Som utlopp söker han njutning i kvinnoaffärer. Han uppvaktar Ellen, ett biträde i en handskbutik, och Märta, dottern i en bekant familj.
Tomas är vilsen i sitt liv, han dagdriver mest hela tiden och arbetar inte. För att få pengar tar han ett lån, där han förfalskar borgensmännens namn. Han fortsätter träffa Märta, som han till sist gör med barn. Märta avreser till Norge för att där föda barnet och undvika skandal. Tomas fortsätter dagdriva.
Så förfaller lånet till betalning och det kommer ett kravbrev. Tomas har inga pengar, så han köper en revolver och försöker ta sitt liv. Ovetande för Tomas, har en av borgensmännen betalat skulden. Han söker upp Tomas dagen efter självmordsförsöket och sanningen uppenbaras för Tomas. Tomas tar sig samman, inser att livet måste gå vidare. Med ett blir han vuxen, och han tänker: Å, om tjugu år skulle han kanhända småle åt alltsammans, då han någon gång kom att tänka på det. Det hade likväl varit en något otrevligt tillblandad historia, och han hade icke någon lust att gå igenom den på nytt.

## Om boken
Enligt författaren själv är bifiguren pastor Caldén baserad på hovpredikanten Theodor Mazer, som författaren hade som kristendomslärare i Norra Latin.

## Radioinspelning

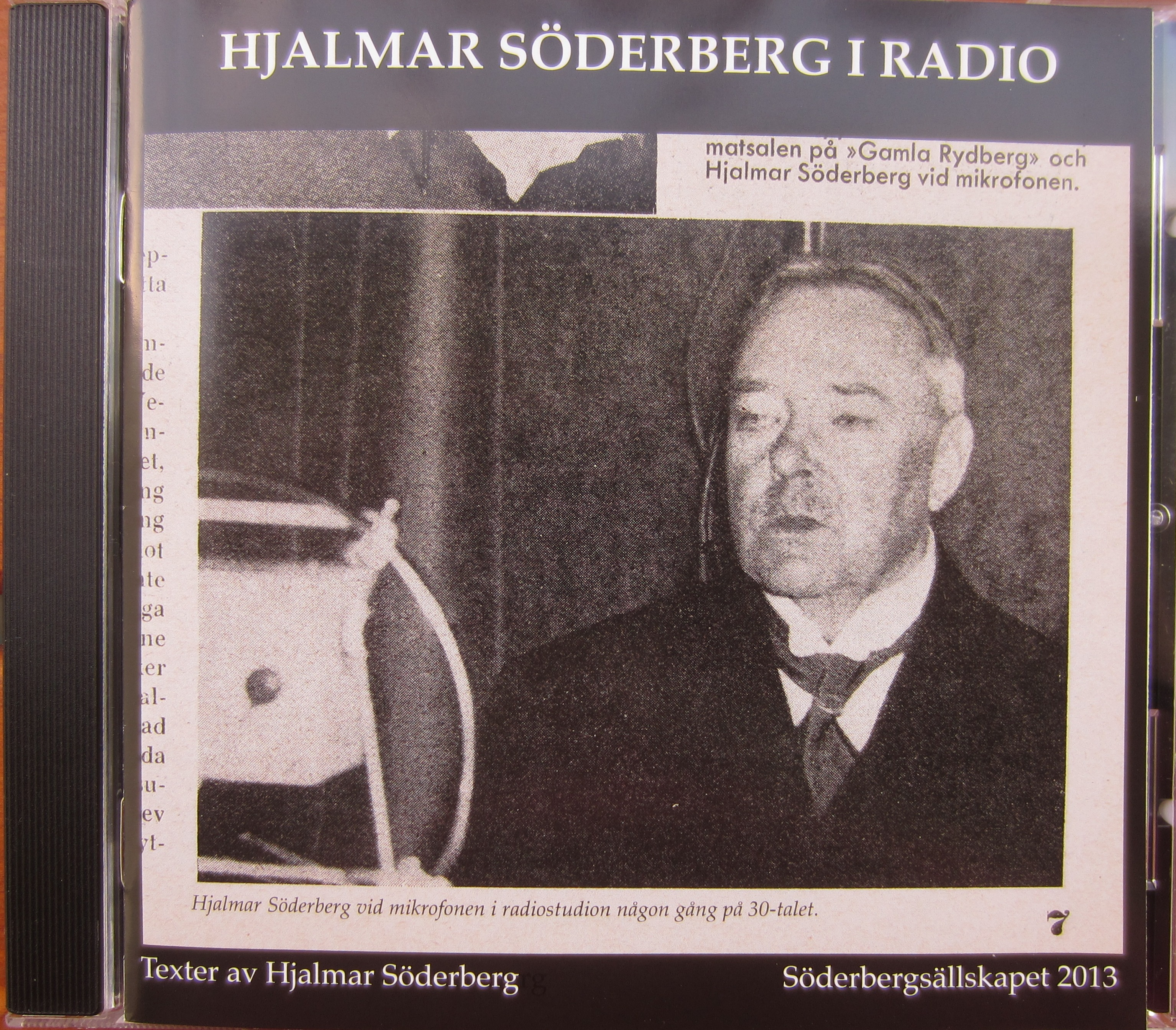
Hjalmar Söderberg i radio, CD-skiva utgiven 2013 av Söderbergsällskapet.

Söderbergsällskapet gav 2013 ut en CD-skiva kallad ”Hjalmar Söderberg i radio”. Den innehåller sex inspelningar med en speltid på nära 59 minuter. På CD:n läser Toivo Pawlo första avsnittet ur Förvillelser från Radioföljetongen den 2 oktober 1962 (23 minuter).